# Magnus Kofod Andersen
Magnus Kofod Andersen (født 10. maj 1999) er en dansk fodboldspiller, der spiller for Sparta Prag.

## Ungdomskarriere
Andersen startede med at spille fodbold i den lokale klub Hundested IK, inden han i en alder af 12 år skiftede til FC Nordsjælland efter at være blevet kontaktet af talentspejdere.

## Klubkarriere

### FC Nordsjælland
Andersen var første gang en del af truppen til en kamp i Superligaen den 17. februar 2017, da han sad på bænken under hele kampen mod Lyngby Boldklub.
Han blev en permanent del af klubbens førsteholdstruppen i sommeren 2017. Han fik sin debut for FC Nordsjælland den 17. juli 2017. Han startede på bænken, men blev skiftet ind i stedet for Mathias Jensen i det 74. minut i en 2-1-sejr over Odense Boldklub. Han blev kåret til kampens spiller af Arbejdernes Landsbank efter en 3-0-sejr hjemme over F.C. København den 27. august 2017. Han spillede i alt 33 kampe i Superligaen 2016-17 (31 kampe som en del af startopstillingen).

## Landsholdskarriere
Han fik sin debut i landsholdsregi for Danmark U/18 den 8. juni 2017 i forbindelse med to venskabskampe mod Grækenland. Han blev skiftet ind efter 60 minutter i stedet for Lucas From i en kamp, som Danmark tabte 0-1 på Slagelse Stadion. I den anden kamp tre dage senere vandt Danmark 5-2, og her startede han inde og spillede hele kampen.
To måneder senere, den 30. august 2017, debuterede han for U/17-landsholdet ved en international turnering i Norge. Danmark vandt 4-2, og Andersen blev skiftet ind efter 59 minutter som erstatning for Victor Torp Overgaard.